# 阿纳日
阿纳日（法語：Arnage，法語發音：[aʁnaʒ]）是法国萨尔特省的一个市镇，属于勒芒区。

## 地理
阿纳日（47°55'34"N, 0°11'16"E）面积10.76 平方千米，位于法国卢瓦尔河地区大区萨尔特省，该省份为法国西北部内陆省份，北起顺时针与奥恩省、厄尔-卢瓦省、卢瓦-谢尔省、安德尔-卢瓦尔省、曼恩-卢瓦尔省和马耶讷省接壤，是法国大西部的入口，连接卢瓦尔河谷、布列塔尼和巴黎盆地。
与阿纳日接壤的市镇（或旧市镇、城区）包括：勒芒、斯派、阿洛讷、米尔萨讷。

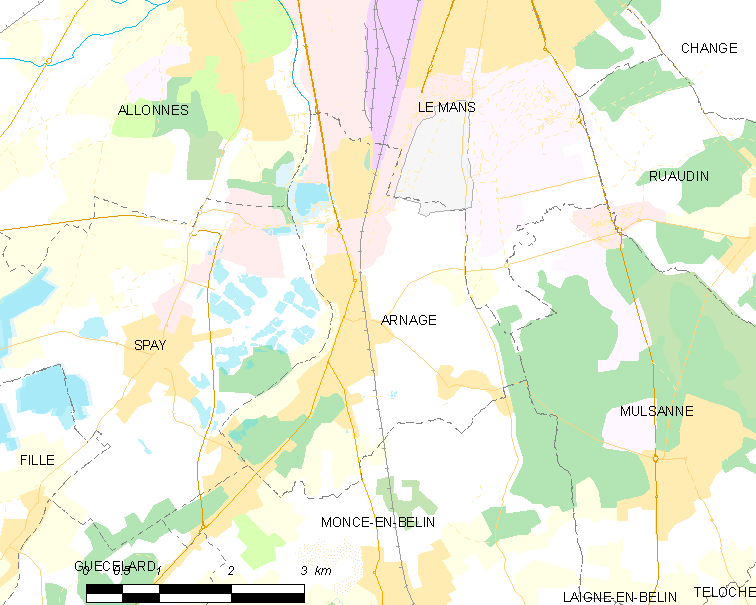
阿纳日的OSM定位图

阿纳日的时区为UTC+01:00、UTC+02:00（夏令时）。

## 行政
阿纳日的邮政编码为72230，INSEE市镇编码为72008。

## 政治
阿纳日所属的省级选区为勒芒第六县。

## 人口

1962-2008年间阿纳日人口变化图示

阿纳日于2022年1月1日时的人口数量为5463人。